# Bursins
Bursins är en ort och  kommun i distriktet Nyon i kantonen Vaud, Schweiz. Kommunen har 798 invånare (2023).